# Irena Stefani
Irena Stefani (właśc. Aurelia Mercedes Stefani) (ur. 22 sierpnia 1891 w Anfo, zm. 31 października 1930 w Gekondi (Kenia)) – włoska pielęgniarka, zakonnica profeska z Instytutu Sióstr Misjonarek Matki Bożej Pocieszycielki, błogosławiona Kościoła katolickiego.

## Życiorys
Urodziła się 22 sierpnia 1891 w Anfo, w małej miejscowości w północnych Włoszech jako piąta z jedenaściorga dzieci. W 1911 wstąpiła do Consolata Missionary Sisters. W 29 stycznia 1914 złożyła śluby zakonne, a wkrótce potem została wysłana przez Józefa Allamano do Kenii. Po długiej podróży statkiem dotarła do Mombasy w styczniu 1915 i została przydzielona do służby z innymi siostrami w Gikondo jako pielęgniarka do opieki nad chorymi. Zmarła 31 października 1930 na dżumę. Została pochowana na cmentarzu diecezjalnym w Mathari.
Proces beatyfikacyjny rozpoczął się 22 lipca 1985. 2 kwietnia 2011 papież Benedykt XVI podpisał dekret o heroiczności cnót Ireny Stefani. 12 czerwca 2014 papież Franciszek podpisał dekret o cudzie. Jej beatyfikacja odbyła się 23 maja 2015 roku w Kenii, ceremonii w imieniu papieża Franciszka dokonał kard. Polycarp Pengo, arcybiskup Dar es Salam.
Jej wspomnienie liturgiczne obchodzone jest 31 października (dies natalis).